# Ho sparato a Andy Warhol
Ho sparato a Andy Warhol (I Shot Andy Warhol) è un film del 1996 diretto da Mary Harron.

## Trama
New York, 1968. Valerie Solanas, lesbica e autrice di SCUM, incontra alcuni appartenenti alla Factory di Andy Warhol e prega l'artista di produrle la sua pièce teatrale Up Your Ass. Accade però che, dopo l'incontro con l'editore di letteratura sovversiva Maurice Girodias, la donna diventa paranoica e sospetta che Warhol e Girodias complottino contro di lei, decidendo quindi di sparare a Warhol per ottenere i suoi "15 minuti di popolarità".

## Produzione e distribuzione
Tratto da un fatto di cronaca realmente avvenuto, è una produzione indipendente incentrata sulla vita di Valerie Solanas e del suo rapporto con Andy Warhol. La femminista radicale Valerie Solanas è interpretata dall'attrice Lili Taylor.
È stato presentato nella sezione Un Certain Regard al 49º Festival di Cannes.

## Riconoscimenti
- Gijón International Film Festival 1996
  - Miglior direzione artistica (Thérèse DePrez)
- National Board of Review Awards 1996
  - Riconoscimento speciale per l'eccellenza nel filmmaking
- Seattle International Film Festival 1996
  - Space Needle d'oro: Miglior attrice (Lili Taylor)
- Stockholm Film Festival 1996
  - Miglior attrice (Lili Taylor)
- Sundance Film Festival 1996
  - Menzione speciale (Lili Taylor)